# Urbanisme à Perpignan
L'urbanisme à Perpignan est l'ensemble des sciences, des techniques et des arts relatifs à l'organisation et à l'aménagement des espaces urbains concernant la ville de Perpignan dans les Pyrénées-Orientales.

## Description
En décembre 1982 est publié le plan d’occupation des Sols, approuvé en 1985. Il sera révisé en juillet 1998. Ce n'est que le 20 décembre 2007 que le PLU applicable aujourd’hui a été approuvé.
L’arrêté préfectoral en date du 10 septembre 2015 a permis l'extension des compétences et actualisation des statuts de Perpignan Méditerranée Métropole, notamment en matière de Plan local d’urbanisme.
La direction de l'Aménagement et de l'Urbanisme est située 11 rue du Castillet.

## Histoire

### Prémisse
La place forte de Perpignan reste la même du XVIIe siècle au XXe siècle, son statut avec les servitudes militaires qui opéraient sur le territoire ne permettaient pas d'expansion urbaine. La destruction des remparts moyenâgeux le long de la Basse permit des modifications importantes sans changer ce schéma.

### Étalement urbain et aménagement
La ville subit une urbanisation qui commence au XIXe siècle avec le quartier de la Villeneuve et l'implantation de la gare ferroviaire en 1858. L'agrandissement nord a été fait en 1904 et en 1925, l'urbaniste et architecte Adolphe Dervaux dresse un plan en 1925 de l'agrandissement Sud-Vernet. Après la Seconde Guerre mondiale, les quartiers sud ainsi que les quartiers résidentiels vont se construire. 

### Développement de la périphérie

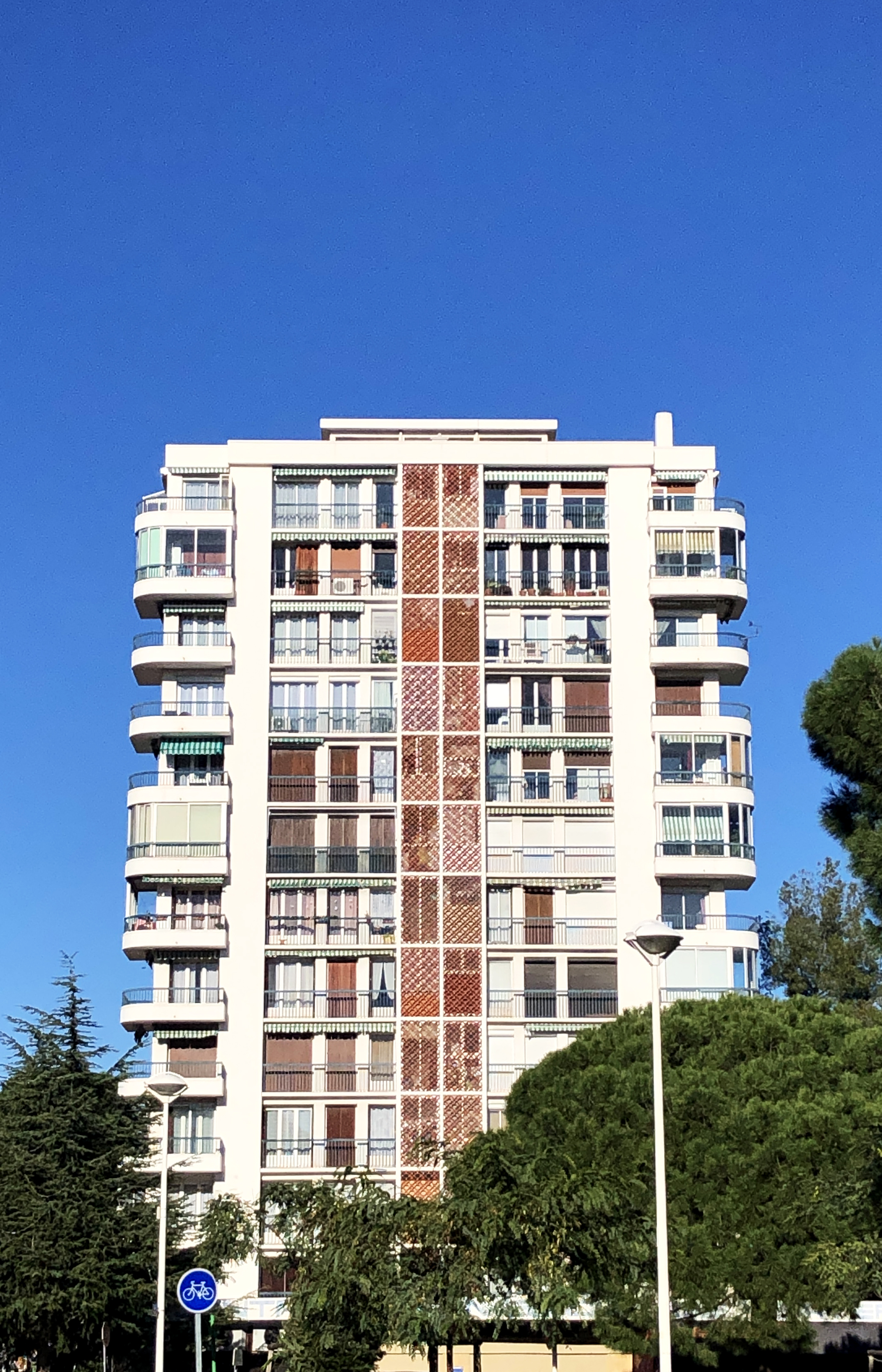
Tour HLM dans le quartier du Moulin-à-Vent

En 1962, afin de faire face à l'arrivée massive des Pieds-Noirs d'Algérie, le conseil municipal mené par Paul Alduy fait créer la Ville-nouvelle du Moulin-à-Vent, qui agrandit de manière importante la zone urbaine de la Ville vers le sud. Ce grand ensemble architectural sera classé, entre autres, site d'intérêt portant le label "Patrimoine du XXe siècle" en 2015.